# Membranski protein
Membranski protein je proteinski molekul koji je vezan za membranu ćelije ili organele. Više od polovine svih proteina interaguje sa membranama.
Biološke membrane se sastoje od fosfolipidnih dvoslojeva i mnogobrojnih proteina koji vrše vitalne biološke funkcije. Strukturni proteini su vezani za mikrofilamente citoskeletona koji obezbeđuju stabilnost ćelije. Ćelijski adhezioni molekuli omogućavaju ćelijama da se međusobno identifikuju i da interaguju. Takvi proteini, na primer, učestvuju u imunskom responsu. Membranski enzimi proizvode raznovrsne supstance koje su esencijalne za ćelijsku funkciju. Membranski receptori služe kao veza između ćelijske unutrašnje i spoljašnje sredine. Konačno, transportni proteini imaju važnu ulogu u održavanju koncentracije jona. Postoje dve forme transportnih proteina: prenosni protein i kanalni proteini. Proteini prenosa koriste energiju oslobođenu razlaganjem ATP-a da omoguće aktivni transport i jonsku razmenu. Te procesi osiguravaju ulaz korisnih supstanci u ćeliju, i ispumpavanje toksičnih supstanci iz ćelije.

## Glavne kategorije

### Integralni membranski proteini
Integralni membranski proteini su permanentno vezani za membranu. Oni se mogu definisati kao proteini za koje je neophodan detergent (poput  ili Triton X-100) ili neki drugi nepolarni rastvarač da bi se uklonili. Oni mogu biti klasifikovani na osnovu njihove pozicije u dvosloju:
- Transmembranski proteini premoštavaju membranu. Transmembranski regioni proteina su bilo beta-barelni ili alfa-heliksni. Alfa-heliksni domeni su prisutni u svim tipovima bioloških membrana uključujući spoljašnje membrane. Beta-bareli su nađeni samo u spoljašnjim membranama Gram-negativnih bakterija, lipid-bogatih ćelijskih zidova nekoliko Gram-pozitivnih bakterija, i spoljašnjih membrana mitohondrija hloroplasta.
- Integralni monotopni proteini su permanentno vezani za membranu sa samo jedne strane.

### Periferni membranski proteini
Periferni membranski proteini su privremeno vezani za bilo lipidni dvosloj ili za integralne proteine kombinacijom hidrofobnih, elektrostatičkih, i drugih nekovalentnih interakcija. Periferni proteini se disociraju nakon tretmana sa polarnim reagensima, poput rastvora sa povišenim pH ili visokim koncentracijama soli.
Integralni i periferni proteini mogu da budu post-translaciono modifikovani, sa dodatkom masnih kiselina ili prenil lanaca, ili GPI (glikozilfosfatidil-inozitol), koji mogu da budu ankerisani u lipidnom dvosloju.

### Polipeptidni toksini
Klasifikacija membranskih proteina u integralne i periferne ne obuhvata neke polipeptidne toksine, kao što je kolicin A ili alfa-hemolizin, i pojedine proteine koji učestvuju u apoptozi. Ti proteini su rastvorni u vodi, ali mogu da se agregiraju i ireverzibilno vežu za lipidni dvoslog i formiraju alfa-heliksne ili beta-barelne transmembranske kanale. Jedna alternativna klasifikacija je da se podele svi membranski proteini u integralne i amfitropske. Amfitropski su proteini koji postoje u dva alternativna stanja: rastvornom u vodi i vezanom za lipidni dvosloj, dok se integralni proteini mogu naći samo u za-membranu-vezanom stanju. Kategorija amfitropskih proteina obuhvata u vodi rastvorne kanal-formirajuće polipeptidne toksine, koji se ireverzibilno vezuju za membrane, ali isključuje periferne proteine koji interaguju sa drugim membranskim proteinima umesto lipidnog dvosloja.

## Intracelularna lokalizacija
Proteini su are specifično vezani za razne tipove bioloških membrana.

## Dodatna literatura
- Tamm, Lukas K. (2005). Protein-Lipid Interactions: From Membrane Domains to Cellular Networks. Chichester: John Wiley & Sons.
- Popot JL, Engelman DM (2000). „Helical membrane protein folding, stability, and evolution”. Annu. Rev. Biochem. 69: 881—922. PMID 10966478. doi:10.1146/annurev.biochem.69.1.881.
- Bowie JU (2005). „Solving the membrane protein folding problem”. Nature. 438 (7068): 581—9. PMID 16319877. doi:10.1038/nature04395.
- Cho W, Stahelin RV (2005). „Membrane-protein interactions in cell signaling and membrane trafficking”. Annu Rev Biophys Biomol Struct. 34: 119—51. PMID 15869386. doi:10.1146/annurev.biophys.33.110502.133337.
- Goñi FM (2002). „Non-permanent proteins in membranes: when proteins come as visitors (Review)”. Mol. Membr. Biol. 19 (4): 237—45. PMID 12512770. doi:10.1080/0968768021000035078.
- Johnson JE, Cornell RB (1999). „Amphitropic proteins: regulation by reversible membrane interactions (review)”. Mol. Membr. Biol. 16 (3): 217—35. PMID 10503244.
- Seaton B.A. & Roberts M.F. (1996). „Peripheral membrane proteins.”.  Ур.: K. Mertz and B.Roux. Biological Membranes. Birkhauser Boston. стр. 355—403.
- Dürr UH, Waskell L, Ramamoorthy A (2007). „The cytochromes P450 and b5 and their reductases--promising targets for structural studies by advanced solid-state NMR spectroscopy”. Biochim. Biophys. Acta. 1768 (12): 3235—59. PMID 17945183. doi:10.1016/j.bbamem.2007.08.007.

## Spoljašnje veze
- Generalni principi savijanja i stabilnosti membranskih proteina
- Baza podataka orijentacije proteina u membranama (OPM)
- Membrane+proteins на 
- Ljudski membranski proteom